# Giancarlo Judica Cordiglia

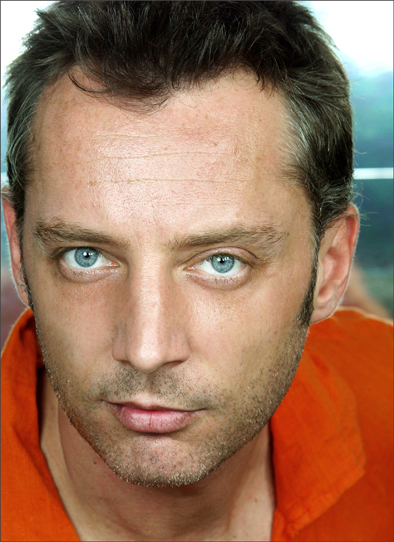
Giancarlo Judica Cordiglia

Giancarlo Judica Cordiglia (San Maurizio Canavese, Turim, 30 de Setembro de 1971) é ator e dublador de cinema e televisão italiano. Na Itália é famoso pelo personagem do ''Gnomo Ronfo'' da Melevisione de Raitre, e o personagem ''Capitano Buno Corsini'' do filme RIS Delitti imperfetti do Canale 5.